# La canzone dell'amore perduto
La canzone dell'amore perduto è una canzone scritta da Fabrizio De André e pubblicata come singolo nel marzo del 1966, come lato A, nel 45 giri La canzone dell'amore perduto/La ballata dell'amore cieco (o della vanità), fu pubblicata lo stesso anno nell'album Tutto Fabrizio De André.
Pur non essendo indicato sulla copertina del 45 giri, la musica della canzone è basata sull'Adagio del Concerto per tromba, archi e basso continuo in re maggiore TWV 51: D7 di Georg Philipp Telemann (1708 - 1714 circa).

## Contenuto e ispirazione
(Enrica "Puny" Rignon, prima moglie di Fabrizio)
Per la composizione del brano, De André si ispirò alla vicenda reale dell'amore ormai finito tra lui e la sua prima moglie, Enrica Rignon, detta "Puny".
Nelle sue canzoni De André amava parlare dell’amore, descrivendolo come tanto intenso quanto fugace. In Amore che vieni, amore che vai si parla della caducità del sentimento, questo brano invece racconta i sentimenti di un amore finito.
E anche se il protagonista rimpiangerà la fine della passione, la vita va avanti e ci sarà sempre un'altra possibilità di un amore nuovo.

## Cover
- 1971: Donatella Moretti, nell'album Storia di storie
- 1997: Luca Bonaffini, nell'album Prima di oggi era già domani
- 1999: Franco Battiato, nell'album Fleurs
- 2003: Gino Paoli, nell'album Faber, amico fragile
- 2006: Claudio Baglioni, nell'album Quelli degli altri tutti qui
- 2007: Esther Fellner, nell'album Via del campo
- 2007: Antonella Ruggiero, nell'album Genova, la Superba
- 2008: Mango, nell'album Acchiappanuvole
- 2013: Cristiano De André nell'album live dedicato al padre De André Canta De André
- 2018: Antonella Ruggiero, nell'album "Quando facevo la cantante" (2018) - CD3 "La canzone d'autore".
- 2019: Colapesce, per la raccolta Faber nostrum
- 2024: Roger Mas, nell'album Roger Mas i la Cobla Sant Jordi - Ciutat de Barcelona Vol.2